# Campionati Internazionali di Sicilia 2001
I Campionati Internazionali di Sicilia 2001 sono stati un torneo di tennis giocato sulla terra rossa. È stata la 22ª edizione dei Campionati Internazionali di Sicilia, che fanno parte della categoria International Series nell'ambito dell'ATP Tour 2001. Si sono giocati a Palermo in Italia, dal 24 al 30 settembre 2001.

## Campioni

### Singolare
Félix Mantilla ha battuto in finale  David Nalbandian con il punteggio di 7–6(2), 6–4

### Doppio
Tomás Carbonell /  Daniel Orsanic hanno battuto in finale  Enzo Artoni /  Emilio Benfele Álvarez con il punteggio di 6–2, 2–6, 6–2